# Tsetserleg

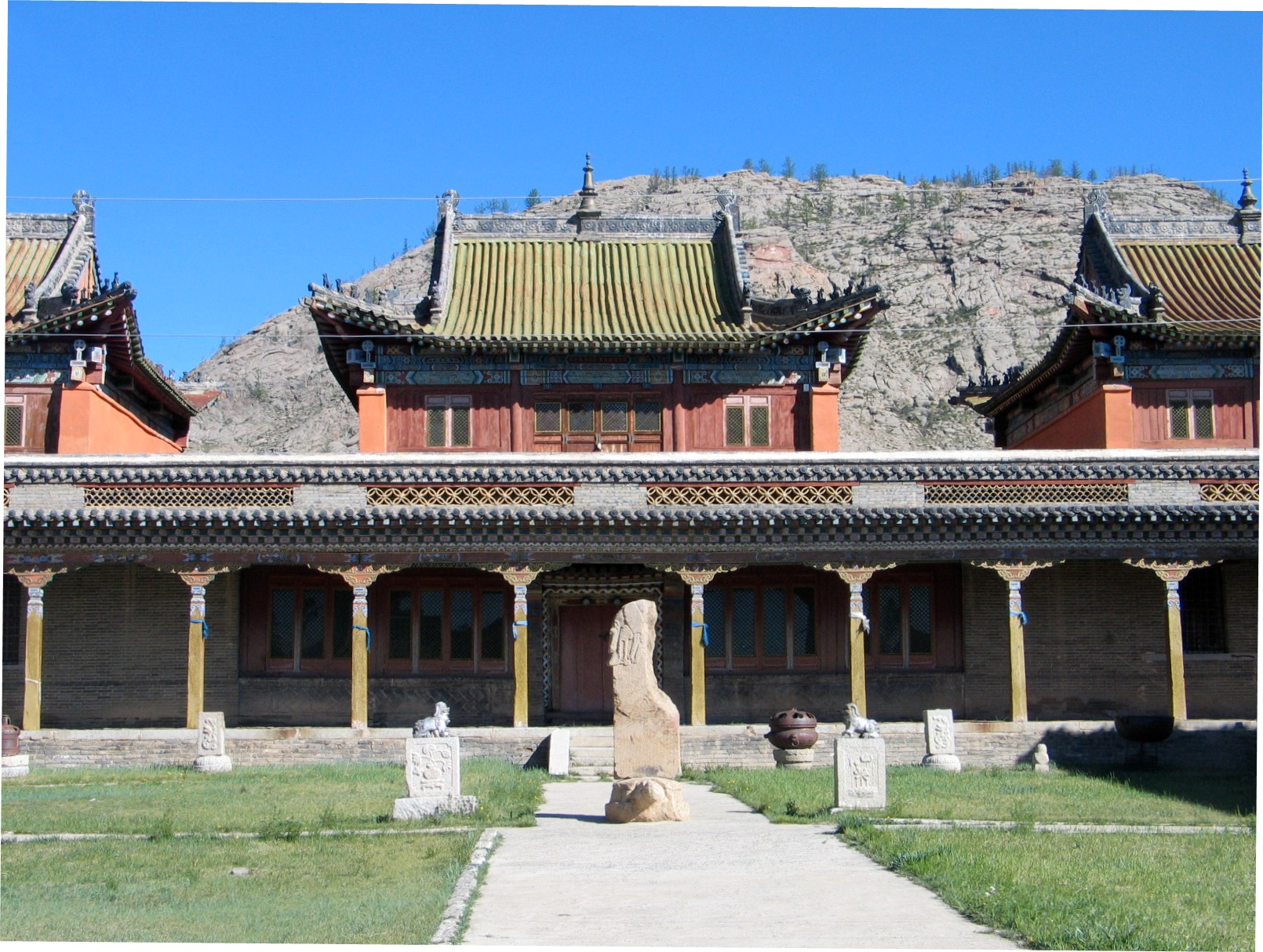
Innenhof des Zayin Gegeniin Süm Klosters mit Stele.

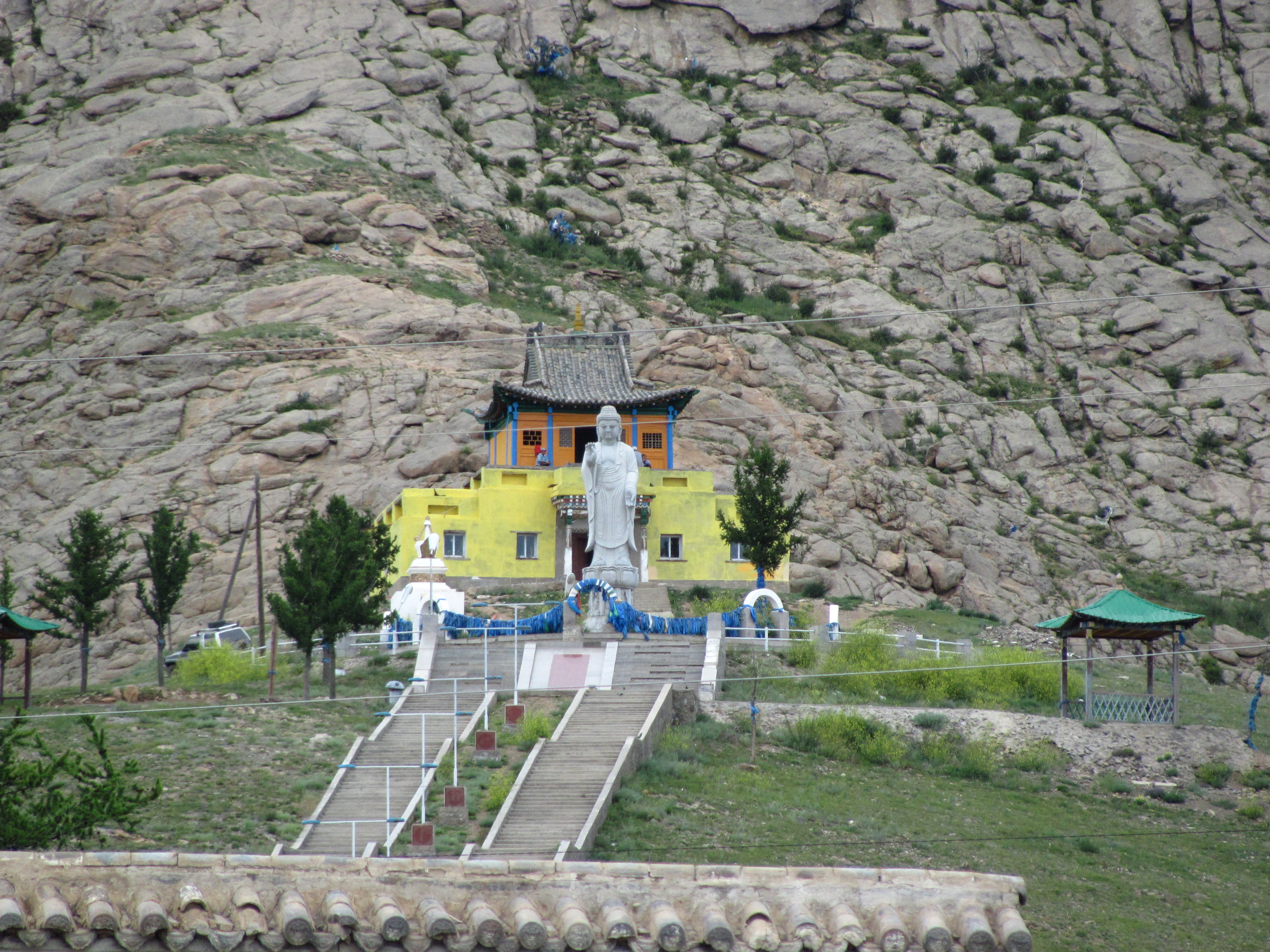
Tempel Galdan Dsuu.

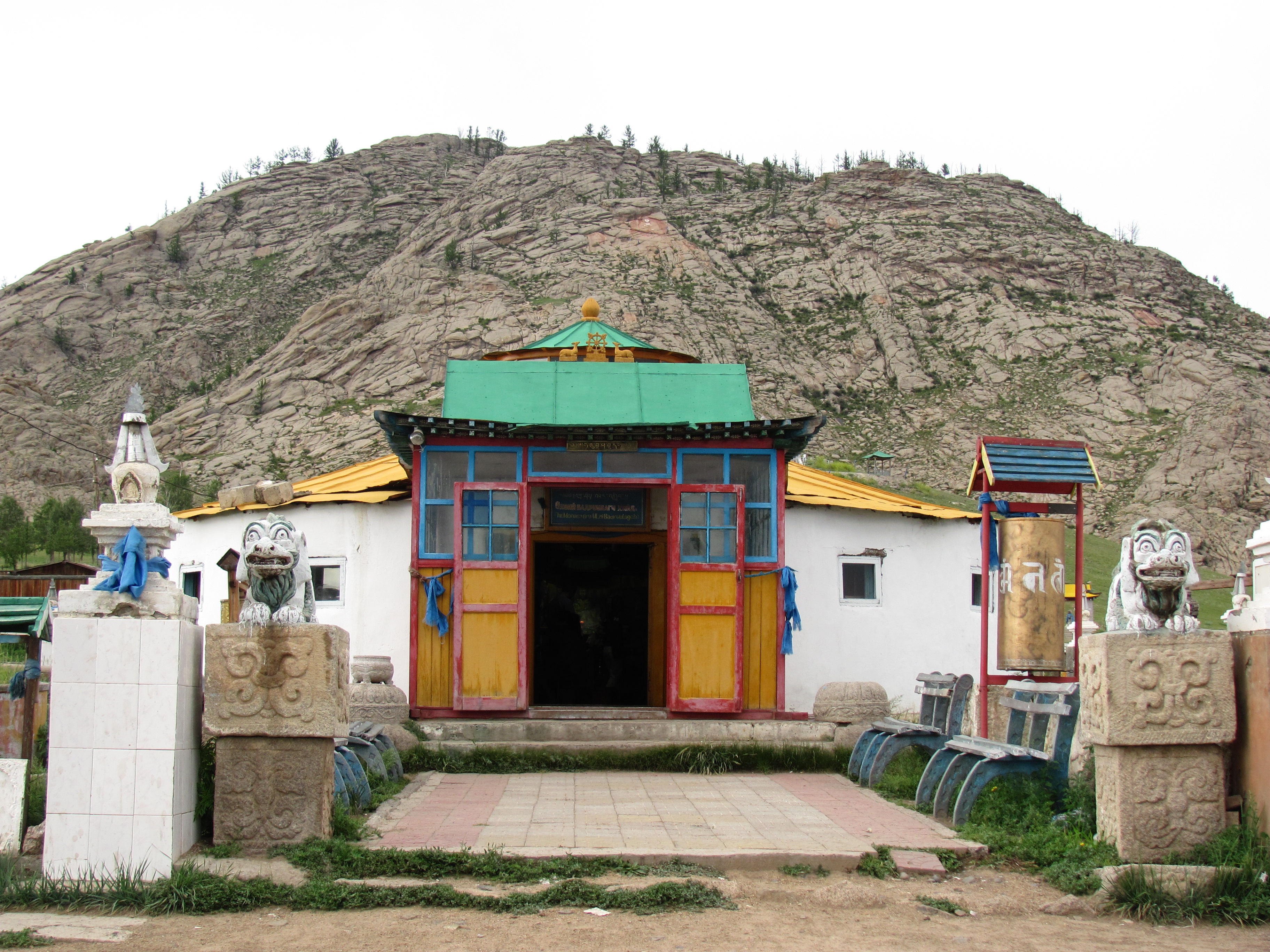
Bujandelgerüülech Chiid.

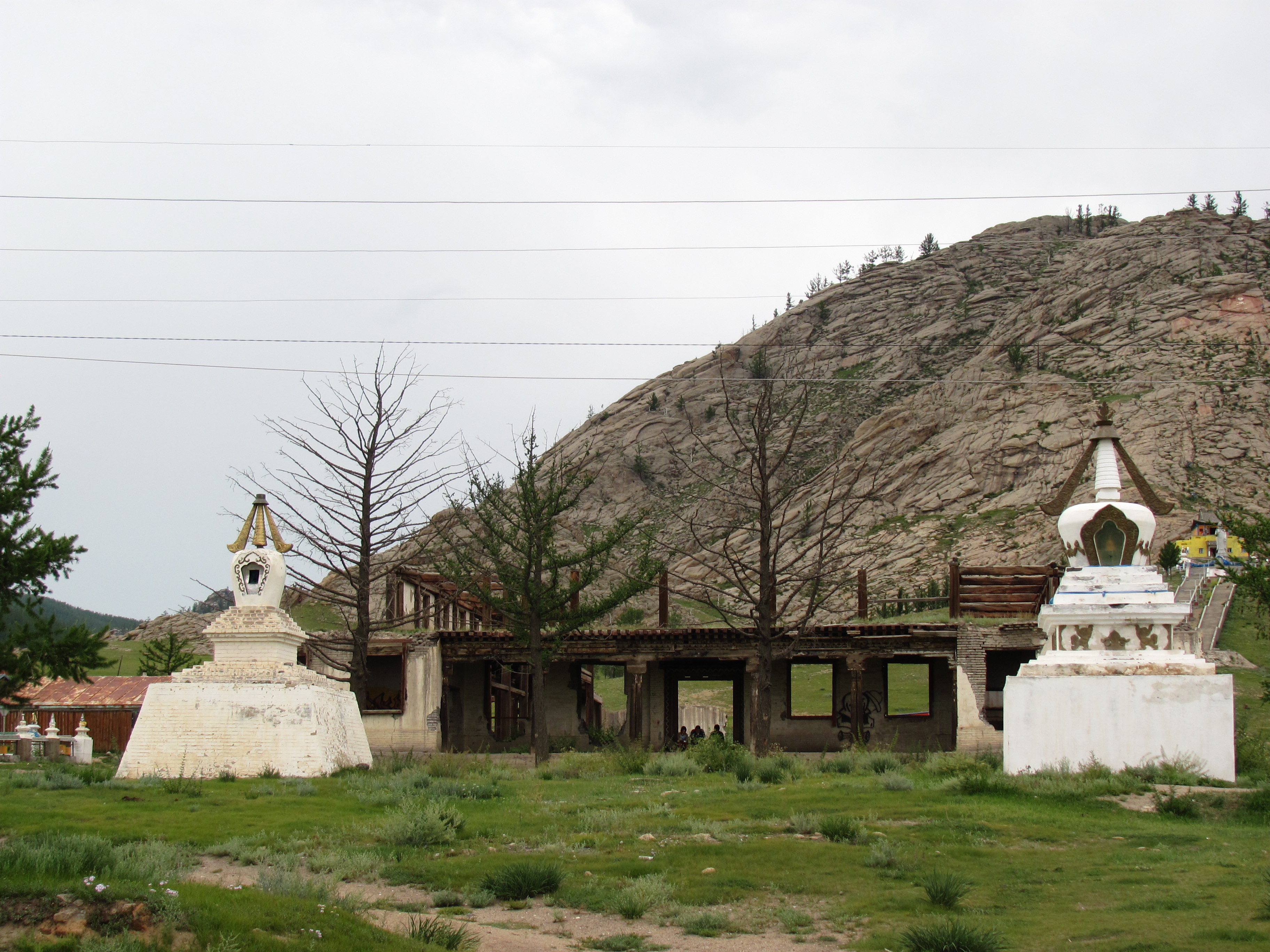
Klosterruine.

Tsetserleg (auch transliteriert als Cėcerleg; mongolisch Цэцэрлэг) ist die Hauptstadt des Archangai-Aimag (Provinz) in der Mongolei. Sie liegt in den nordöstlichen Ausläufern des Changai-Gebirges 1691 m. ü. M. unweit des Chorgo Terchiin Tsagaan Nuur Nationalparks.

## Geschichte
Tsetserleg ist ein historisches Zentrum für Kultur und Handel in der Region.
Historisch befand sich dort ein Kloster, welches vom ersten Chalch Zaja Pandita, Luwsanperenlei (1642–1715) (nicht zu verwechseln mit Zaya Pandita Namchaiiantsan (1599–1662)) erbaut wurde. Das Kloster bestand aus dem rechten Tempel, oder Sommer-Semchin-Tempel Guden Süm, und dem linken Tempel, oder Winter-Semchin-Tempel, welche beide in den frühen 1680er Jahren gebaut worden waren. Der sechste Zaja Pandita, Jambatseren, wurde 1932 von den Kommunisten getötet und der Haupttempel in ein Museum umgewandelt. Der heutige siebte Zaja Pandita lebt in Ulaanbaatar und besucht den Ort nur gelegentlich.

## Wirtschaft
Der wichtigste Industriezweig der Gegend ist die Lebensmittelverarbeitung.

## Infrastruktur
Tsetserleg verfügt über ein Theater, Hotels, ein Krankenhaus, zahlreiche Geschäfte und eine landwirtschaftliche Hochschule.

## Verkehr
Der Flughafen Tsetserleg (ZMTG/TSG) wurde früher mit regelmäßigen Flügen von und nach Ulaanbaatar bedient. Mit der Hauptstadt Ulaanbaatar und Charchorin ist Tsetserleg durch eine Asphaltstraße verbunden, auf der auch Linienbusse verkehren.

## Persönlichkeiten
- Maidardschavyn Ganzorig (1949–2021), Wissenschaftler und Raumfahrer

## Touristische Sehenswürdigkeiten
- Die Kloster- und Tempelanlage Zayain Gegeeni Süm war früher eines der größten Klöster der Mongolei. Sie wurde 1586 gegründet und 1689 erweitert, zeitweise lebten hier bis zu 1000 Mönche.[3] Von den antibuddhistischen Ausschreitungen und Zerstörungen unter Chorloogiin Tschoibalsan blieb das Kloster 1937 im Großen und Ganzen verschont, die Räumlichkeiten wurden und werden jedoch ausschließlich als Museum genutzt. Nach 1990 wurde die Anlage schrittweise renoviert, die Renovierungsarbeiten sind zurzeit (2011) noch nicht ganz abgeschlossen. Hier ist das Aimag-Museum untergebracht, das zu den sehenswertesten seiner Art in der Mongolei gehört. Unter anderen werden Waffen, Sattel, sakrale Gegenstände und alte Musikinstrumente ausgestellt. Im Innenhof des Klosters ist eine auf einer steinernen Schildkröte platzierte Stele aus dem 6. Jahrhundert beachtenswert, auf ihr befinden sich Inschriften in Sogdisch, einer ausgestorbenen Sprache. Es sind die ältesten buddhistischen Inschriften, die in der Mongolei gefunden wurden.[4]
- Neben dem Kloster Zayain Gegeeni Süm befindet sich das kleinere Kloster Bujandelgerüülech Chiid mit einem Tempel, der von den Einwohnern Tsetsterlegs am häufigsten aufgesucht wird. Hier finden regelmäßig die im Lamaismus üblichen religiösen Zeremonien statt. Zwischen den beiden genannten Klöstern ist die Ruine eines weiteren Klostergebäudes zu sehen, das 1937 zerstört wurde.
- Oberhalb des Klosters ist an einem Hang des felsigen Hügels Bulgan Uul der Tempel Galdan Dsuu sehenswert, der nach 1990 wieder aufgebaut wurde. Vor dem Tempel, von dem sich ein eindrucksvoller Blick auf die Stadt Tsetserleg und ihre Umgebung bietet,  erhebt sich eine sieben Meter hohe, 2006 fertiggestellte Buddhastatue. In den Felswänden oberhalb des Tempels sind buddhistische Inschriften zu finden, die 1937 der Zerstörung entgingen. Auch drei große Buddhafiguren wurden in den Fels gemeißelt. Seit 1985 steht ein 18 km² großes Gelände um den Gipfel des Bulgan Uul (1980 m) unter Naturschutz.
- Im Norden der Stadt wurde am Fluss Gangin Gol, an dem Wanderwege entlangführen, ein Naturkundemuseum erbaut, in dem ausgestopfte Tiere zu sehen sind.

## Umgebung
150 km westlich Tsetserlegs dehnt sich der 773 km² große Nationalpark Chorgo Terchiin Tsagaan Nuur aus. Der Park ist nach dem See Terchiin Tsagaan Nuur benannt, der 16 km lang, 4 – 6 km breit und bis zu 20 m tief ist. Sein Name bedeutet „Weißer See“, er beruht auf der Tatsache, dass der See bis Ende Mai von Eis bedeckt ist. Unweit des Sees erhebt sich der erloschene Vulkan Chorgo, um den herum eine ausgedehnte, spärlich mit Lärchen und Sträuchern bewachsene Lavafläche mit zahlreichen Höhlen an den letzten Ausbruch vor 7700 Jahren erinnert. Bis 1920 galt der Chorgo als ein heiliger Berg, den nur Auserwählte betreten durften.

## Klimatabelle
|                       | Jan   | Feb   | Mär   | Apr  | Mai  | Jun  | Jul  | Aug  | Sep  | Okt  | Nov   | Dez   |   |      |
| Mittl. Tagesmax. (°C) | −8,1  | −6,4  | 0,2   | 8,1  | 16,0 | 20,1 | 20,5 | 19,3 | 15,1 | 8,0  | −1,0  | −6,5  | ⌀ | 7,2  |
| Mittl. Tagesmin. (°C) | −20,4 | −19,3 | −13,0 | −4,5 | 1,7  | 6,5  | 8,7  | 6,8  | 1,5  | −5,2 | −13,1 | −18,2 | ⌀ | −5,6 |
|                       |       |       |       |      |      |      |      |      |      |      |       |       |   |      |
| Niederschlag (mm)     | 2     | 3     | 6     | 16   | 33   | 63   | 75   | 67   | 27   | 13   | 6     | 3     | Σ | 314  |
|                       |       |       |       |      |      |      |      |      |      |      |       |       |   |      |
| Sonnenstunden (h/d)   | 6,0   | 7,0   | 8,1   | 8,2  | 9,0  | 9,2  | 8,6  | 8,4  | 8,5  | 7,5  | 6,2   | 5,6   | ⌀ | 7,7  |
|                       |       |       |       |      |      |      |      |      |      |      |       |       |   |      |
| Luftfeuchtigkeit (%)  | 56    | 57    | 50    | 47   | 48   | 59   | 68   | 68   | 60   | 54   | 54    | 58    | ⌀ | 56,6 |

| −20,4 |

| −19,3 |

| −13,0 |

| −4,5 |

| 1,7 |

| 6,5 |

| 8,7 |

| 6,8 |

| 1,5 |

| −5,2 |

| −13,1 |

| −18,2 |

| −20,4 |

| −19,3 |

| −13,0 |

| −4,5 |

| 1,7 |

| 6,5 |

| 8,7 |

| 6,8 |

| 1,5 |

| −5,2 |

| −13,1 |

| −18,2 |